# Тобак, Эсфирь Вениаминовна
Эсфирь Вениаминовна Тобак (27 марта 1908, Одесса — 24 февраля 2004, Москва) — советский монтажёр кино, деятель советского кинематографа. Заслуженный работник культуры РСФСР (1974).

## Биография
Родилась в бедной еврейской семье. Отец (ум.1917) развозил городским потребителям керосин, мать (ум.1920) - домохозяйка. В семье было семеро детей. После смерти родителей была определена старшей сестрой в детский дом.
Выросла и училась монтажу в одесском детском доме имени В. Г. Короленко, шефство над которым вела Одесская кинофабрика (ВУФКУ). В лаборатории этой студии Эсфирь прошла первую производственную практику монтажа.
С 1924 года — ассистент монтажа, монтажёр негатива и монтажёр на фильмах Одесской кинофабрики, с 1927 года — на Киевской студии художественных фильмов, с 1931 — на студии «Мосфильм». С 1935 года была основным помощником по монтажу Сергея Эйзенштейна. Первым их совместным фильмом стал «Бежин луг». Когда был получен приказ «смыть» фильм, Тобак сохранила несмонтированные срезки кадров, а также кадры, произвольно вырезанные из фильма по просьбе самого Эйзенштейна. Кроме того, от фильма осталось восемь метров киноплёнки, режиссёрский сценарий в двух вариантах, множество режиссёрских разработок, заметок и рисунков. В итоге погибшую ленту много лет спустя удалось восстановить как систему фотографий из сохранённых кадров.
Помимо Эйзенштейна, Эсфирь Тобак работала в группах Александра Довженко, Григория Александрова, Михаила Ромма. В конце 1970-х вместе с Александровым смонтировала отснятые Эйзенштейном материалы к фильму «Да здравствует Мексика!», которые были выкуплены у иностранных продюсеров.
Умерла в Москве 24 февраля 2004 года. Похоронена на Николо-Архангельском кладбище.

## Фильмография
- 1934 — Весёлые ребята
- 1938 — Александр Невский
- 1941 — Волшебное зерно
- 1944 — Иван Грозный (1-я серия)
- 1955 — За витриной универмага
- 1955 — Попрыгунья
- 1959 — Люди на мосту
- 1960 — Алёшкина любовь
- 1960 — Первое свидание
- 1962 — Без страха и упрёка
- 1962 — Увольнение на берег
- 1970 — Кража
- 1974 — Скворец и Лира
- 1979 — Да здравствует Мексика!
- 1980 — Вечерний лабиринт
- 1981 — Душа